# 한무숙문학상
한무숙문학상은  따뜻한 인간애와 고결한 순결 의식으로 존재론적 구원의 주제를 추구한 소설가 한무숙을 기리기 위한 문학상이다. 
1993년 한무숙의 남편 김진흥이 한무숙재단을 설립하고 1995년부터 시상하였다. 제2회부터 약 2년간 일간스포츠에서 주최하고 한국일보사가 후원했으나, 재단측에서 주관하는 방식으로 바뀌었다. 심사는 1년 동안 발표된 중견 작가의 중편 및 장편소설을 대상으로 하며, 2015년부터는 종로구청과 공동으로 주관을 한다.

## 역대 수상자
| 회     | 년도   | 저자   | 작품                                                                   |
| ------ | ------ | ------ | ---------------------------------------------------------------------- |
| 제1회  | 1995년 | 박완서 | 《환각의 나비》ISBN 9788995800317                                      |
| 제2회  | 1996년 | 강용준 | 《광야》                                                               |
| 제3회  | 1997년 | 김원일 | 《아우라지 가는 길》ISBN 9788932017242                                 |
| 제4회  | 1998년 | 이경자 | 《사랑과 상처》 전 2권 ISBN 9788939203259 ISBN 9788939203266           |
| 제5회  | 1999년 | 이순원 | 《그대 정동진에 가면》ISBN 9788997728961                               |
| 제6회  | 2000년 | 최일남 | 《아주 느린 시간》ISBN 9788982813320                                   |
| 제7회  | 2001년 | 정을병 | 《꽃과 그늘》ISBN 9788987038421                                        |
| 제8회  | 2002년 | 최인석 | 《구렁이들의 집》ISBN 9788936436605                                    |
| 제9회  | 2003년 | 유현종 | 《두고 온 헌사》                                                       |
| 제10회 | 2004년 | 서하진 | 단편소설집, 《비밀》('미련함에 대하여' 등 9편 수록) ISBN 9788932015040 |
| 제11회 | 2005년 | 박범신 | 《나마스테》ISBN 9788984311510                                         |
| 제12회 | 2007년 | 구효서 | 《시계가 걸렸던 자리》ISBN 9788936436896                               |
| 제13회 | 2008년 | 김병언 | 《남태평양》ISBN 9788932017860                                         |
| 제14회 | 2009년 | 정지아 | 《봄빛》ISBN 9788936437046                                             |
| 제15회 | 2010년 | 이현수 | 《장미나무 식기장》ISBN 9788954608404                                  |
| 제16회 | 2011년 | 해이수 | 《젤리피쉬》ISBN 9788957074626                                         |
| 제17회 | 2012년 | 정영문 | 《어떤 작위의 세계》ISBN 9788932022253                                 |
| 제18회 | 2013년 | 김애란 | 《비행운》ISBN 9788932023151                                           |
| 제19회 | 2014년 | 박성원 | 《하루》ISBN 9788932023236                                             |
| 제20회 | 2015년 | 엄창석 | 《빨간 염소들의 거리》ISBN 9788937489129                               |
| 제21회 | 2016년 | 심상대 | 《나쁜 봄》ISBN 9788932026909                                          |
| 제22회 | 2017년 | 김언수 | 《뜨거운 피》ISBN 9788954642040                                        |
| 제23회 | 2018년 | 김덕희 | 소설집 《급소》 ISBN 978-89-320-3013-5                                 |